# Etheostoma cragini
Etheostoma cragini là một loài cá thuộc họ Percidae. Nó là loài đặc hữu của Hoa Kỳ.

## Miêu tả
Loài cá này có màu nâu ô liu ở nửa phía trên và màu trắng vàng ở phía dưới thân. Loài này có kích thước tối đa 6 cm.

## Phân bố
Dù tên gọi là cá Arkansas, Kansas là nơi có phạm vi phân bố hàng đầu của loài này. Loài còn phân bố qua miền đông Colorado, tây nam Missouri, đông bắc Arkansas và bắc trung bộ Oklahoma.